# Меццанино

Меццанино времён правления дожа Франческо Дандоло (1329—1339)

Меццанино (итал. mezzanino) — название нескольких венецианских монет чеканившихся во время правления дожей Франческо Дандоло (1329—1339), Андреа Дандоло (1342—1354) и Микеле Стено (1400—1413). Первоначально являлись монетами номиналом в ½ гроссо или 16 пикколо. Впервые были отчеканены во время правления дожа Франческо Дандоло (1329—1339). Вес меццанино составлял 1,242 г при содержании 0,97 г чистого серебра. На аверсе первых венецианских меццанино был изображён дож со знаменем с крестом, на реверсе апостол Марк.
Во время правления Андреа Дандоло (1342—1354) были отчеканены меццанино номиналом в ½ сольдо с весьма характерным изображением. На аверсе монеты было помещено изображение дожа получающего меч из рук апостола Марка. На дукатах и матапанах руководитель Венецианской республики получает знамя, а не клинок. В 1348 году город пережил эпидемию чумы, которая привела к гибели 50—60 % населения. Сам Андреа Дандоло всё время находился в городе и боролся с последствиями болезни. Меч на монете явился символом того, что с помощью высших сил дож получил оружие и одержал победу над чумой. На реверсе меццанино впервые среди всех венецианских монет появилось изображение воскресшего и покидающего гробницу Иисуса Христа. Это, по всей видимости, стало символом того, что город восстанет в былом величии после страшной эпидемии.
Последние меццанино были отчеканены при доже Микеле Стено (1400—1413). Они по изображению на аверсе и реверсе повторяли монеты времён Андреа Дандоло. Их выпустили для оборота в присоединённых к Венецианской республики Вероны и Виченцы. В отличие от своих предшественников данные меццанино представляли собой сольдо, а название получили благодаря схожести со своими прообразами. Их вес составлял 0,6 г серебра 952 пробы.